# Climat du Bhoutan
Le climat du Bhoutan varie grandement selon l’altitude et subit l’influence de la mousson, en particulier à l’ouest du pays. Les plaines méridionales du Bhoutan bénéficient d’un climat subtropical humide. Les vallées himalayennes du centre et du sud sont tempérées, tandis que le nord est nettement plus froid, avec des neiges éternelles sur les sommets. Dans les villages de montagne les températures sont donc souvent sous le point de congélation tandis qu'au sud, la température descend rarement en dessous de 15 °C et peut atteindre 40 °C en été.
Les précipitations sont très éparses au nord, avec seulement 40 millimètres par année, principalement sous forme de neige. Les régions tempérées du centre reçoivent 1 000 mm annuels en moyenne, tandis que des records à 7 800 mm/an ont été enregistrés au sud.

## Thimphou
Thimphou est la capitale du Bhoutan, située dans une haute vallée dans l'Ouest du pays. Les températures de cette ville située à 2 200 mètres d’altitude vont de 15 à 26 °C de juin à septembre, mais tombent à −4 °C en janvier.
| Mois                              | jan. | fév. | mars | avril | mai  | juin | jui. | août | sep. | oct. | nov. | déc. |
| --------------------------------- | ---- | ---- | ---- | ----- | ---- | ---- | ---- | ---- | ---- | ---- | ---- | ---- |
| Température minimale moyenne (°C) | −2,6 | 0,6  | 3,9  | 7,1   | 13,1 | 15,2 | 13,4 | 15,8 | 15   | 10,4 | 5    | −1,1 |
| Température maximale moyenne (°C) | 12,3 | 14,4 | 16,4 | 20    | 22,5 | 24,4 | 28,9 | 25   | 23,1 | 21,9 | 17,9 | 14,5 |